# آذری‌های کانادا
آذری‌های کانادا یا آذربایجانی‌های کانادا (ترکی آذربایجانی: Kanadalı azərbaycanlılar) به شهروندان کانادایی با قومیت آذری گفته می‌شود، که در کانادا از والدینی آذری زاده شده‌اند یا از کشورهای ایران، جمهوری آذربایجان، روسیه، ترکیه به کانادا مهاجرت کرده‌اند.

## پیشینه
نخستین مهاجران آذری به کانادا ایرانیان آذری در سال ۱۹۳۰ بودند. موج دوم مهاجرت در سال ۱۹۵۰ رخ داد، زمانی که اتحاد جماهیر شوروی تحت رهبری نیکیتا سرگیویچ خروشچف بود. موج سوم مهاجرت در دوران جنگ سرد زمانی که بسیاری از مهاجران از اتحاد جماهیر شوروی، از جمله آذری‌ها به کانادا آمدند. موج چهارم پس از انقلاب ۱۳۵۷ ایران که بسیاری از ایرانیان، از جمله آذری‌ها، به کانادا مهاجرت کردند. در نهایت، موج پنجم مهاجرت در طول جنگ قره باغ کوهستانی در ۱۹۸۸-۱۹۹۲ صورت گرفت.

## جمعیت
در سرشماری سال ۲۰۰۶ میلادی، ۳۴۶۵ نفر خود را از قوم آذری اعلام کرده‌بودند و ۱٬۰۶۰ نفر از آنان نیز اعلام کرده‌بودند که از جمهوری آذربایجان به کانادا مهاجرت کرده‌اند. در صورتی جمعیت اقوام آذری بیش از این برآورد می‌شود، با توجه به اینکه رضا مریدی عضو پارلمان پارلمان استانی انتاریو است، وی حضور بیش از ۸۰،۰۰۰ نفر از آذربایجانی‌ها را در انتاریو تایید کرده‌بود. در سال ۲۰۰۸، تحلیلگر آمریکایی پل گابل، که مدیر تحقیقات و انتشارات در آکادمی دیپلماتیک آذربایجان است، بیش از ۲۷۵،۰۰۰ نفر آذری که در کانادا زندگی می‌کنند را تخمین زده‌بود.

## سرشناسان
- رضا مریدی[۵] – نماینده پارلمان استانی انتاریو
- رضا براهنی[۳] – نویسنده، شاعر و منتقد ادبی، و فعال حقوق بشر
- اسماعیل حاجی‌یف – خواننده
- حسن خسروشاهی – کارآفرین
- پیروز دیلن‌چی – سیاست‌مدار اهل ایران و جمهوری آذربایجان است. او اشعار و کتاب‌هایی به زبان‌های فارسی و ترکی آذری دارد.